# Wages of Sin
Wages of Sin — четвёртый студийный альбом шведской мелодик-дэт-метал-группы Arch Enemy и первый, записанный с новой вокалисткой Ангелой Госсов, был выпущен в апреле 2001 года на лейбле Century Media Records.

## Список композиций
1. «Enemy Within» — 4:21
2. «Burning Angel» — 4:17
3. «Heart of Darkness» — 4:52
4. «Ravenous» — 4:06
5. «Savage Messiah» — 5:18
6. «Dead Bury Their Dead» — 3:55
7. «Web of Lies» — 3:56
8. «The First Deadly Sin» — 4:20
9. «Behind the Smile» — 3:38
10. «Snow Bound» — 1:34
11. «Shadows and Dust» — 4:27

Бонусы в некоторых изданиях:
- «Lament of a Mortal Soul» — 4:06
- «Ravenous» (видеоклип)

Ограниченным тиражом было выпущено издание с дополнительным диском Rare and Unreleased. Эти песни были записаны ещё с Йоханом Лиивой
1. «Starbreaker» (кавер на Judas Priest) — 3:27
2. «Aces High» (кавер на Iron Maiden) — 4:26
3. «Scream of Anger» (кавер на Europe) — 3:50
4. «Diva Satanica» — 3:46
5. «Fields of Desolation '99» — 5:33
6. «Damnation’s Way» — 3:49
7. «Hydra» — 0:57

- «The Immortal» (видеоклип)

## Участники записи
- Ангела Госсов — вокал
- Майкл Эмотт — соло-гитара, ритм-гитара
- Кристофер Эмотт — соло-гитара, ритм-гитара
- Шарли Д'Анжело — бас-гитара
- Даниэль Эрландссон — ударные

Дополнительные музыканты:
- Пер Виберг — меллотрон, рояль и другие клавишные